# Épaphrodite (Nouveau Testament)
Pour les articles homonymes, voir Épaphrodite.
Épaphrodite (Ἐπαφρόδιτος), ou Épaphrodite de Philippes, est un personnage du Nouveau Testament qui apparaît dans l'Épître aux Philippiens comme « compagnon d'œuvre » de l'apôtre Paul. Vénéré en tant que saint par l'Église catholique et l'Église orthodoxe, il est fêté le 22 mars (chez les catholiques) et le 30 mars (chez les orthodoxes).

## Texte biblique
Ph 2:25-30 :

« J’ai estimé nécessaire de vous envoyer mon frère Épaphrodite, mon compagnon d’œuvre et de combat, par qui vous m’avez fait parvenir de quoi pourvoir à mes besoins.
Car il désirait vous voir tous, et il était fort en peine de ce que vous aviez appris sa maladie.
Il a été malade, en effet, et tout près de la mort ; mais Dieu a eu pitié de lui, et non seulement de lui, mais aussi de moi, afin que je n’eusse pas tristesse sur tristesse.
Je l’ai donc envoyé avec d’autant plus d’empressement, afin que vous vous réjouissiez de le revoir, et que je sois moi-même moins triste.
Recevez-le donc dans le Seigneur avec une joie entière, et honorez de tels hommes.
Car c’est pour l’œuvre de Christ qu’il a été près de la mort, ayant exposé sa vie afin de suppléer à votre absence dans le service que vous me rendiez. »

Ph 4-18 :

« J’ai tout reçu, et je suis dans l’abondance ; j’ai été comblé de biens, en recevant par Épaphrodite ce qui vient de vous comme un parfum de bonne odeur, un sacrifice que Dieu accepte, et qui lui est agréable. »

## Biographie
Épaphrodite fait partie des Septante disciples. Il est considéré comme le premier évêque de Philippes, mais aussi d'Andriaca et de Terracine.
Le prénom « Épaphrodite », qui vient de la déesse Aphrodite et signifie « beau », est assez répandu, y compris sous sa forme abrégée : Épaphras.
L'hypothèse selon laquelle Épaphrodite ne serait autre que le disciple nommé Épaphras dans l'Épître aux Colossiens (1:7 et 4:12) et dans l'Épître à Philémon (23) n'est pas retenue par les spécialistes.